# 国家警察 (1931-1936年)
国家警察是挪威曾经的一支警察力量。该警力属于快速反應部隊，共有76人，主要负责镇压骚乱。国家警察组建于1931年6月11日，直接隶属于挪威司法部。1936年，国家警察解散。